# Церковь Введения Пресвятой Богородицы во Храм в Черкизове
Церковь Введения Пресвятой Богородицы во Храм в Черкизове — утраченный православный храм в Москве. Храм был заложен 1 сентября 1913 г. в Аптекарском переулке (ныне Зельев переулок) села Черкизово. Разрушен коммунистами в 1934 году. В народе церковь называли «Введением на платочках», потому что пожертвования на строительство собирали среди черкизовских кустарей-платочников, поскольку в округе находилось много небольших текстильных фабрик.

## История строительства
Прежде существовавший Храм Илии Пророка в Черкизове вмещал мало прихожан, поэтому вопрос о строительстве второй церкви стоял давно, но необходимо было собрать сто тысяч рублей. Хотя собрали только пятнадцать тысяч, митрополит Московский и Коломенский Макарий (Невский) добился разрешения на строительство, и в июле 1913 г. приступили к земляным работам.
01.09.1913 г. после литургии пошли с крестным ходом к месту строительства, украшенному зеленью и цветами. Настоятель черкизовского храма отец Иоанн сказал слово и просил богомольцев откликнуться посильной жертвой. После освящения воды и елея епископом были окроплены углубления в земле для трех крестов, которые тотчас водрузили. Затем было освящено место для главного престола в честь Введения во храм Пресвятой Богородицы, и в каменную нишу положена металлическая доска с надписью, после чего её закрыли массивным камнем. Затем был положен камень для второго престола во имя святителя Николая.
Храм начал действовать в 1918 г. Он был каменным. По воспоминаниям москвичей, внешне напоминал церковь Воскресения Христова в Сокольниках. Внутри стоял кипарисовый иконостас, стены расписать не успели. В начале 1920-х годов соорудили деревянную колокольню.

## Разрушение и нынешнее состояние территории храма
В 1929 году в ВЦИК поступило ходатайство черкизовских кустарей-активистов о передаче недостроенной церкви по Зельеву переулку под клуб.
Храм был разрушен в 1934 году. На его месте в 1936 году была построена школа № 379. Часть подвальных помещений школы являлись бывшим церковным подвалом. Овальные своды и белая штукатурка. В 1970-х годах конструкции здания начали разрушаться. Учеников перевели в находившуюся поблизости школу № 1080. После капитального ремонта в бывшее здание школы въехало подразделение вневедомственной охраны ГУВД (Центр по охране объектов органов государственной власти и правительственных учреждений г. Москвы), которое находится здесь и поныне . Далее Зельев переулок упирается в дошкольное отделение № 1 школы № 1080, граничащее с бывшей территорией храма.
Последним настоятелем храма был о. Вячеслав Соллертинский, служивший тут с 1924 по 1934 г., после чего его перевели в соседний Преображенский храм.
В 1992 г. диакон Николай Ненароков проводил исследование бывшей территории храма. Во дворе школы сохранился пандус высотой около 75 см, под которым располагается подвал глубиной до 7 метров со сводами, характерными для церковных построек конца XIX — начала XX в. Четко читается план храма, делившегося на трапезную, непосредственно церковь и алтарь. Любопытно, что на месте престола выделяется четырехугольный участок, не замерзающий даже зимой. В подвале помещалась котельная, отапливавшая ранее школу.